# Дрангов връх
Дрангов връх (на английски: Drangov Peak) е скалист връх на остров Гринуич от Южните Шетландски острови в Антарктика. Върхът се издига на надморска височина 430 метра.

## Местоположение
Дрангов връх се намира в югоизточните покрайнини на Брезнишките възвишения на остров Гринуич. Разположен е на 360 м югоизточно от връх Враца, 2,8 км западно от нос Форт, 500 м северно от връх Зиези, 2,37 км североизточно от нос Сарториус и 1,45 км на изток-югоизток от най-високата точка на рида Вискяр. Издига се над ледника Мусала на север и ледника Търговище на югозапад. 
Географски координати на Дрангов връх: 62°32′32″ ю. ш. 59°37′48″ з. д. / 62.542222° ю. ш. 59.63° з. д.

## Картографиране
Топографското проучване е направено от българската антарктическа експедиция „Тангра“ през 2004/2005 година.
Картографирането е българско от 2009 година.

## Произход на името
Върхът е наименуван на полковник Борис Дрангов (1872 – 1917), български офицер, военен педагог и борец на българското освободително движение в Македония. Наименованието е и във връзка с трите селища Дрангово в Южна и Югозападна България, също наречени в негова чест.

## Карти
- L.L. Ivanov et al. Antarctica: Livingston Island and Greenwich Island, South Shetland Islands. Scale 1:100000 topographic map. Sofia: Antarctic Place-names Commission of Bulgaria, 2005.
- L.L. Ivanov. Antarctica: Livingston Island and Greenwich, Robert, Snow and Smith Islands. Scale 1:120000 topographic map.  Troyan: Manfred Wörner Foundation, 2009.  ISBN 978-954-92032-6-4